# Lijst van beelden in Amsterdam Nieuw-West

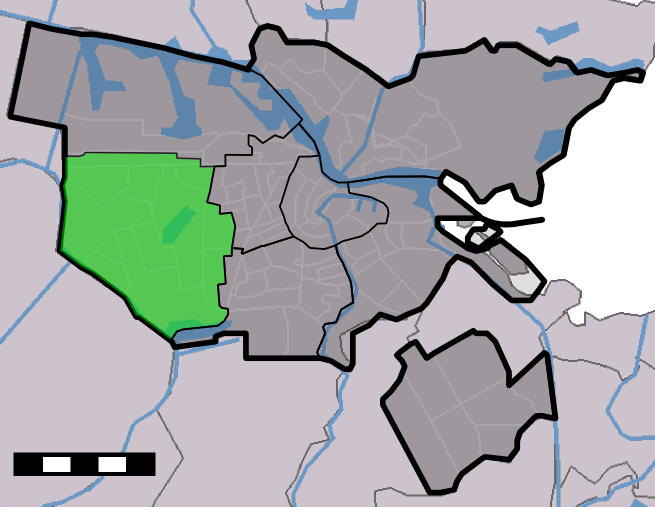
Amsterdam Nieuw-West

Dit is een (onvolledige) chronologische lijst van beelden in Amsterdam Nieuw-West. Onder een beeld wordt hier verstaan elk driedimensionaal kunstwerk in de openbare ruimte van de Nederlandse gemeente Amsterdam stadsdeel Nieuw-West, waarbij beeld wordt gebruikt als verzamelbegrip voor sculpturen, standbeelden, installaties, gedenktekens en overige beeldhouwwerken.
Voor een volledig overzicht van de beschikbare afbeeldingen zie de categorie Beelden in Amsterdam-Nieuw-West op Wikimedia Commons.
Dit deel bevat de beelden in het stadsdeel Nieuw-West. Een deel van de informatie is ontleend aan: Kunst in de openbare ruimte in Nieuw-West
| Geplaatst                                                                                          | Omschrijving                                                      | Kunstenaar                                | Locatie                                                                                        | Wijk/Buurt                          | Materiaal                             | Afbeelding               |
| -------------------------------------------------------------------------------------------------- | ----------------------------------------------------------------- | ----------------------------------------- | ---------------------------------------------------------------------------------------------- | ----------------------------------- | ------------------------------------- | ------------------------ |
| 1794                                                                                               | Terminus Prosciptionis, banpaal                                   | Anthonie Ziesenis                         | Sloterweg 1204                                                                                 | Sloten                              | baksteen, zandsteen                   |                          |
| 1926                                                                                               | Twee kinderen                                                     | Hildo Krop                                | Siegerpark, Sloterweg 773                                                                      | Sloten                              | brons                                 |                          |
| 1947 1964 2019                                                                                     | Monument aan de Haarlemmerweg                                     | Saskia Bongers (versie 2019)              | Haarlemmerweg                                                                                  | Slotermeer                          | cortenstaal                           |                          |
| 1948                                                                                               | Keesje, het diakenhuismannetje                                    | Jan Bronner                               | Siegerpark, Sloterweg 773 sinds 1998                                                           | Sloten                              | brons, kalksteen                      |                          |
| 1952                                                                                               | Tekstplaquette Koningin Juliana                                   | onbekend                                  | Burgemeester De Vlugtlaan (brug nr. 601)                                                       | Slotermeer                          | brons                                 |                          |
| 1953                                                                                               | Vogels, vissen, maan, hand Afgebeeld Zon en maan portiek 38-46    | Raymond Both                              | Speelmanstraat 2-28                                                                            | Slotermeer                          | cement, mozaïek                       |                          |
| 1953                                                                                               | Pergola's en jaarstenen Pergola afgebeeld                         | Piet Kramer                               | Burgemeester Röellstraat, brug over Burgemeester Cramergracht (brug nr. 604)                   | Slotermeer                          | beton                                 |                          |
| 1954                                                                                               | 2 zuilen met kruisvormen Westelijke zuil afgebeeld                | Piet Kramer                               | Burgemeester Fockstraat, brug over Burgemeester van Tienhovengracht (brug nr. 609)             | Slotermeer                          | baksteen, beton                       |                          |
| 1954                                                                                               | Beton reliëfs                                                     | Josje Smit                                | Slotermeerlaan, Lodewijk van Deijsselstraat                                                    | Slotermeer                          | beton                                 |                          |
| 1954                                                                                               | Vrouw, kind, boer en muzikant                                     | Theo Forrer                               | Freek Oxstraat 2-28                                                                            | Slotermeer                          | tegelmozaïek                          |                          |
| 1955                                                                                               | Echtpaar                                                          | Jan Meefout                               | Burgemeester Röellstraat, brug over Burgemeester Cramergracht (brug nr. 604)                   | Slotermeer                          | graniet                               |                          |
| 1955                                                                                               | Gezin                                                             | Jan Meefout                               | Burgemeester Röellstraat, brug over Burgemeester Cramergracht (brug nr. 604)                   | Slotermeer                          | graniet                               |                          |
| 1955                                                                                               | Vissen, boten, vogels                                             | Lex Horn                                  | Anthony Moddermanstraat 206, 214, 222                                                          | Slotermeer                          | tegelmozaïek                          |                          |
| 1955                                                                                               | Jongen met haan                                                   | Jan Wolkers                               | Thomas van Aquinostraat 2                                                                      | Slotermeer                          | brons, natuursteen                    |                          |
| 1955                                                                                               | Turner                                                            | Herman Janzen                             | Jan de Louterstraat 11                                                                         | Slotermeer                          | brons                                 |                          |
| 1955                                                                                               | Het gezin                                                         | Nico Onkenhout                            | Burgemeester Van Leeuwenlaan / Du Perronstraat 43                                              | Slotermeer                          | chamotte                              |                          |
| 1955                                                                                               | Moeder en Kind                                                    | Nico Onkenhout                            | J. van Maurikstraat                                                                            | Slotermeer                          | aardewerk                             |                          |
| 1956                                                                                               | Mercurius                                                         | Henk Tieman                               | Burgemeester Röellstraat 40, hoek Jacobus van Looystraat                                       | Slotermeer                          | keramiek                              |                          |
| 1956                                                                                               | Dans van de vrede en welvaart                                     | Frits Sieger                              | Burgemeester Fockstraat 85                                                                     | Slotermeer                          | Frans kalksteen                       |                          |
| 1956                                                                                               | Sprookjes                                                         | Kreel Daamen                              | Louis Naarstigstraat 1                                                                         | Slotermeer                          | verf                                  |                          |
| 1956                                                                                               | Spelende kinderen                                                 | Aart Rietbroek                            | Aalbersestraat 35                                                                              | Geuzenveld                          | onbekend                              |                          |
| 1956                                                                                               | Phoenix of Vogels in het riet                                     | Raymond Both                              | Burgemeester Cramergracht 1-98, gevel Burgemeester Röellstraat                                 | Slotermeer                          | hardgebakken tegels, Mosa tegels      |                          |
| 1956                                                                                               | Landschap                                                         | Harry op de Laak                          | Jan de Louterstraat 90, VH 40                                                                  | Slotermeer                          | tegels                                |                          |
| 1957                                                                                               | Sancta Catharina Intercede pro nobis                              | onbekend                                  | Burgemeester Eliasstraat 74                                                                    | Slotermeer                          | hardsteen                             |                          |
| 1957                                                                                               | Maria & Jezus - Sterren & Bloemen                                 | Jan Groenestein                           | M.J. Granpré Molièreplein 2                                                                    | Slotermeer                          | aardewerk, glas                       |                          |
| 1957                                                                                               | Maria & Kruis                                                     | onbekend                                  | Aalbersestraat 244-246                                                                         | Geuzenveld                          | aardewerk                             |                          |
| 1957                                                                                               | Twee steenornamenten                                              | onbekend                                  | Aalbersestraat 244-246                                                                         | Geuzenveld                          | natuursteen                           |                          |
| 1957                                                                                               | Communicatieapparatuur                                            | Jos Wong Lun Hing                         | Moerkerkenstraat 17-19                                                                         | Slotermeer                          | baksteen                              |                          |
| 1957                                                                                               | Zonder titel                                                      | Simon Erb                                 | Moerkerkenstraat 17-19                                                                         | Slotermeer                          | cement                                |                          |
| 1958                                                                                               | Drie kleine kleutertjes                                           | Joop Hilbers                              | Albertus Magnushof                                                                             | Slotermeer                          | hardsteen                             |                          |
| 1958                                                                                               | De wiedster                                                       | Hans IJdo                                 | Lies Bakhuyzenlaan                                                                             | Sloten                              | zandsteen                             |                          |
| 1958                                                                                               | Balspelers                                                        | Ek van Zanten                             | Herman de Manstraat 1                                                                          | Slotermeer                          | beton, brons                          |                          |
| 1959                                                                                               | Compositie voor een tuin                                          | Shamaï Haber                              | Siegerpark, Sloterweg 773                                                                      | Sloten                              | graniet                               |                          |
| 1959                                                                                               | Februaristaking                                                   | Lex Horn                                  | Jan Tooropstraat 107                                                                           | Overtoomse Veld                     | muurverf                              |                          |
| 1959                                                                                               | Vogelvlucht                                                       | Jan Bons                                  | Jan Tooropstraat 647                                                                           | Overtoomse Veld                     | aluminium                             |                          |
| 1959                                                                                               | Vlucht van kennis                                                 | Jentsje Popma                             | Aletta Jacobslaan, bij Johan Huizingalaan 757                                                  | Slotervaart                         | staal                                 |                          |
| 1959                                                                                               | Zonder titel                                                      | Piet Donk                                 | Plesmanlaan 125                                                                                | Slotervaart                         | koper                                 |                          |
| 1959                                                                                               | Zonder titel                                                      | Jan Wolkers                               | Plesmanlaan 125                                                                                | Slotervaart                         | koper                                 |                          |
| 1960                                                                                               | Metamorfosen                                                      | Harry van Kruiningen                      | Piet Mondriaanstraat 140, toen Cartesius Lyceum                                                | Overtoomse Veld                     | glasmozaïek                           |                          |
| 1960                                                                                               | Communicatie                                                      | Lotti van der Gaag                        | Plesmanlaan 1                                                                                  | Slotervaart                         | brons                                 |                          |
| 1960                                                                                               | Zonder titel                                                      | Lex Horn                                  | Blomwijckerpad, Witte Klok 1                                                                   | Osdorp                              | baksteen                              |                          |
| 1960                                                                                               | Zonder titel                                                      | Dick Zwier                                | Blomwijckerpad, Cromme Camp 1                                                                  | Osdorp                              | baksteen                              |                          |
| 1960                                                                                               | Zonder titel                                                      | Berend Hendriks                           | Blomwijckerpad, Groenpad 1                                                                     | Osdorp                              | baksteen                              |                          |
| 1960                                                                                               | Buut-paal, 4 meter hoog (verdwenen en zoek)                       | Henny Bal                                 | Notweg 32 (schoolterrein)                                                                      | Osdorp                              | Frans kalksteen                       |                          |
| 1960                                                                                               | Heipaal XXX 100.000                                               | onbekend                                  | Saaftingestraat                                                                                | Osdorp                              | beton                                 |                          |
| 1961                                                                                               | Demeure 4, Lanleff                                                | Étienne Martin                            | Siegerpark, Sloterweg 773                                                                      | Sloten                              | brons                                 |                          |
| 1961                                                                                               | Vrijheidscarillon                                                 | Dick Slebos                               | Plein '40-'45                                                                                  | Slotermeer                          | beton, staal                          |                          |
| 1961                                                                                               | Vogels & Vissen                                                   | Jan Meefout                               | Burgemeester Eliasstraat 74                                                                    | Slotermeer                          | kalksteen                             |                          |
| 1961                                                                                               | Vogels en Sterren                                                 | Jan Meefout                               | Louis Naarstigstraat 1                                                                         | Slotermeer                          | kalksteen                             |                          |
| 1961                                                                                               | Ridderfiguren                                                     | Arie Teeuwisse                            | Louis Naarstigstraat 1                                                                         | Slotermeer                          | kalksteen                             |                          |
| 1961                                                                                               | Descartes                                                         | Hildo Krop                                | Piet Mondriaanstraat 140, Cartesius Lyceum                                                     | Overtoomse Veld                     | Frans eikenhout                       |                          |
| 1961                                                                                               | Verdrijving uit het paradijs                                      | Harry op de Laak                          | Johan Jongkindstraat 127                                                                       | Overtoomse Veld                     | baksteen                              |                          |
| 1961                                                                                               | Straalcompositie                                                  | Henk Zweerus                              | L. van Sonsbeekstraat 6                                                                        | Osdorp                              | beton                                 |                          |
| 1962                                                                                               | Kleurfiguren                                                      | Hendrik Brouwer                           | Dr. H. Colijnstraat                                                                            | Geuzenveld                          | glas                                  |                          |
| 1962                                                                                               | De bouwvakarbeider                                                | Jan Havermans                             | Burgemeester De Vlugtlaan bij Burgemeester Eliasstraat                                         | Slotermeer                          | baksteen, brons                       |                          |
| 1962                                                                                               | Toekomst der Jeugd                                                | Cor Dam                                   | Louis Bouwmeesterstraat 80                                                                     | Slotervaart                         | chamotte, geglazuurd                  |                          |
| 1962                                                                                               | Haan                                                              | Eric Claus                                | Louis Bouwmeesterstraat 14, schoolplein Louis Bouwmeesterschool                                | Slotervaart                         | brons                                 |                          |
| 1962                                                                                               | De Scheppende Hand & Chaos                                        | Raymond Both                              | Hemsterhuisstraat 79, Hervormd Lyceum West                                                     | Slotervaart                         | beton                                 |                          |
| 1962 of 1966                                                                                       | Paard                                                             | Theresia van der Pant                     | Hemsterhuisstraat, bij Comeniusstraat                                                          | Slotervaart                         | brons, hardsteen                      |                          |
| 1962                                                                                               | De Goede Herder                                                   | Arie Teeuwisse                            | Jan Tooropstraat 136                                                                           | Overtoomse Veld                     | brons                                 |                          |
| 1962                                                                                               | Steenplastiek Rij ruiters                                         | Eric Claus                                | Louis Davidsstraat 101, schoolplein Ichtusschool,                                              | Osdorp                              | hardsteen                             |                          |
| 1962 / 2000                                                                                        | Vincent van Gogh                                                  | André Schaller                            | Akersluis 10, bij de Molen van Sloten                                                          | Sloten                              | brons, graniet                        |                          |
| 1963                                                                                               | De geboorte van Venus                                             | Wicher Meursing                           | Dirk Bonsstraat                                                                                | Slotermeer                          | beton, kalksteen                      |                          |
| 1963                                                                                               | Poort van Constant                                                | Constant Nieuwenhuys                      | Sportpark Ookmeer, Troelstralaan, Herman Bonpad                                                | Osdorp                              | beton                                 |                          |
| 1963                                                                                               | Compositie                                                        | Frieda Hunziker                           | Aalbersestraat 35                                                                              | Geuzenveld                          | olieverf                              |                          |
| 1963                                                                                               | Maria en Engel                                                    | Renze Hettema                             | Notweg 32                                                                                      | Osdorp                              | brons                                 |                          |
| 1963                                                                                               | Cherubijnen en glaskunst Cherubijnen afgebeeld                    | Dick Elffers                              | Louis Couperusstraat 133                                                                       | Slotermeer                          | beton en glas                         |                          |
| 1963/1964                                                                                          | Brug 626 wordt aangezien als kunstobject                          | Peter Pennink                             | Nannie van Wehlstraat / Albardagracht                                                          | Slotermeer                          | staal                                 |                          |
| 1964                                                                                               | Nereide op Triton                                                 | Nic Jonk                                  | August Allebéplein                                                                             | Overtoomse Veld                     | brons, graniet                        |                          |
| 1964                                                                                               | De sprong (danser)                                                | Arthur Spronken                           | Burgemeester Hogguerstraat 2                                                                   |                                     | brons                                 |                          |
| 1964                                                                                               | Omhoog in de ruimte                                               | John Grosman                              | Marius Bauerstraat 2                                                                           | Overtoomse Veld                     | basaltlava, brons                     |                          |
| 1964                                                                                               | Echtpaar & Gezin Gezin afgebeeld                                  | Jan Meefout                               | Burgemeester Röellstraat, brug over Burgemeester Cramergracht (brug nr. 604)                   | Slotermeer                          | Beiers graniet                        |                          |
| 1964                                                                                               | Komende en gaande scholier                                        | Jürgen Ebert                              | Sam van Houtenstraat (afb) voorheen Lodewijk van Deysselstraat 110                             | Slotermeer                          | brons                                 |                          |
| 1964                                                                                               | Phoenix                                                           | Johannes Petrus van den Broek (1928-1979) | Plein '40-'45, Tuinstadhuis                                                                    | Slotermeer                          | glas                                  |                          |
| 1965                                                                                               | Olifant                                                           | Jan Meefout                               | Sloterparkbad, President Allendelaan                                                           | Slotermeer                          | brons                                 |                          |
| 1965                                                                                               | De Doolhof                                                        | Lex Horn                                  | Jan Tooropstraat 5 (gesloopt in 2016)                                                          | Overtoomse Veld                     | bouwtegels                            |                          |
| 1965                                                                                               | Gevelreliëf Ballende kinderen Kinderen in wit; ballen in rood     | Jan Mammen of Josje Smit                  | Meer en Vaart 290                                                                              | Osdorp                              | aluminium, cement                     |                          |
| 1965                                                                                               | Keramisch wandreliëf                                              | Josje Smit                                | Meer en Vaart 290                                                                              | Osdorp                              | keramiek                              |                          |
| 1965                                                                                               | Constructie H-Balk DIN 30                                         | André Volten                              | Sloterpark bij de Oostoever                                                                    | Slotervaart                         | staal, (HEA 300x15)                   |                          |
| 1966                                                                                               | Windzuil                                                          | Cornelius Rogge                           | Gerbrandypark, bij Burgemeester Fockstraat                                                     | Slotermeer                          | brons                                 |                          |
| 1966                                                                                               | Speeldieren                                                       | Josje Smit                                | Piet Wiedijkpark, Piet Wiedijkstraat                                                           | Osdorp                              | beton                                 |                          |
| 1966                                                                                               | Paard                                                             | Paul Grégoire                             | Voorburgstraat 258                                                                             | Overtoomse Veld                     | basaltlava, brons                     |                          |
| 1966                                                                                               | Schaapjes                                                         | Gerrit Bolhuis                            | Osdorpplein                                                                                    | Osdorp                              | brons                                 |                          |
| 1966                                                                                               | Plant                                                             | Jan van Druten                            | Jan van Zutphenstraat 60 Bij Wellantcollege                                                    | Osdorp                              | Staalconstructie                      |                          |
| 1966                                                                                               | Totempaal                                                         | Aart Rietbroek                            | Osdorper Ban, t.o. nr. 527                                                                     | Osdorp                              | brons, graniet                        |                          |
| 1966                                                                                               | Constructie in DIN 2.0                                            | André Volten                              | Siegerpark, Sloterweg 773                                                                      | Sloten                              | staal                                 |                          |
| 1966, herplaatst in 1997                                                                           | De Antifascist                                                    | Leo Braat                                 | Willem Kraanstraat / Burg. de Vlugtlaan                                                        | Slotermeer                          | brons                                 |                          |
| 1967                                                                                               | Schoolfiguren fragment                                            | Harry op de Laak                          | Burgemeester De Vlugtlaan 125                                                                  | Slotermeer                          | aardewerk, baksteen                   |                          |
| 1967                                                                                               | Meisje op Pony                                                    | Eric Claus                                | Louis Bouwmeesterstraat 14, schoolplein Louis Bouwmeesterschool                                | Slotervaart                         | brons                                 |                          |
| 1967                                                                                               | Jonas en de walvis                                                | Nic Jonk                                  | Anderlechtlaan-Laan van Vlaanderen                                                             | Sloten                              |                                       |                          |
| 1967                                                                                               | Roos                                                              | Lies Maes                                 | Osdorper Ban, bij Ingelandenweg 6-22                                                           | Osdorp                              | brons                                 |                          |
| 1967                                                                                               | Roos                                                              | Lies Maes                                 | Osdorper Ban, bij Groezestraat 2-80                                                            | Osdorp                              | brons                                 |                          |
| 1968                                                                                               | Koningin Wilhelmina                                               | Nico Onkenhout                            | Koningin Wilhelminaplein 13, bij World Fashion Centre                                          | Overtoomse Veld                     | natuursteen                           |                          |
| 1968                                                                                               | Albert Plesman                                                    | Hildo Krop                                | Marius Bauerstraat 2                                                                           | Slotervaart                         | bronsplaquette                        |                          |
| 1968                                                                                               | Brains                                                            | Ron Rooymans                              | Derkinderenstraat 44                                                                           | Overtoomse Veld                     | brons                                 |                          |
| 1968                                                                                               | Ruiter                                                            | Titus Leeser                              | Sportpark Ookmeer, Dokter Meurerlaan                                                           | Osdorp                              | brons, gewassen beton                 |                          |
| 1968                                                                                               | Figuren in de zon                                                 | Wally Elenbaas                            | Sportpark Ookmeer, Willinklaan 3-5                                                             | Osdorp                              | glas                                  |                          |
| 1969                                                                                               | O, Kora, dochter van Zeus                                         | Johan Limpers                             | Arondeusstraat, hoek Koen Limpergstraat                                                        | Slotermeer                          | brons                                 |                          |
| 1969 / 2007                                                                                        | Plastische tekens in steen                                        | Ben Guntenaar                             | Australiëhavenweg, hoek Haarlemmerweg sinds 2007, eerder op het Confuciusplein                 | Slotermeer                          | travertijn                            |                          |
| 1969                                                                                               | Jongen met haan                                                   | Ruth Brouwer                              | Hoekenes 59, schoolplein Osdorpse Montessorischool                                             | Osdorp                              | beton, brons                          |                          |
| 1969                                                                                               | Schaap met vijf poten                                             | Gerrit Bolhuis                            | Botteskerksingel                                                                               | Osdorp                              | brons                                 |                          |
| 1969                                                                                               | Het gevecht                                                       | Paul van Crimpen                          | Piet Wiedijkpark, bij Johan Braakensiekhof                                                     | Osdorp                              | flagstone, natuursteen (muschelkalk)  |                          |
| 1969                                                                                               | Speelplastieken                                                   | Jos Wong Lun Hing                         | 1969:Delflandplein 2015:Etnastraat                                                             | 1969:Overtoomse Veld 2015 Lutkemeer | staal                                 |                          |
| 1970                                                                                               | Hoogovenarbeider                                                  | Wilfried Put                              | Plein '40-'45, bij Slotermeerlaan                                                              | Slotermeer                          | brons                                 |                          |
| 1970                                                                                               | Beertje                                                           | Arie Teeuwisse                            | Chris Lebeaustraat 4, bij Marius Bauerstraat                                                   | Overtoomse Veld                     | brons                                 |                          |
| 1970                                                                                               | Vierluik van chroomstaal                                          | Carel Visser                              | Begraafplaats Westgaarde, Ookmeerweg 275                                                       | Osdorp                              | roestvast staal                       |                          |
| 1970                                                                                               | Vruchtbaarheid                                                    | Jacques Jutte                             | Vreedenhaven                                                                                   | Osdorp                              | brons                                 |                          |
| 1970                                                                                               | Radiatoren buizenconstructie                                      | André Volten                              | Noorderakerweg                                                                                 | West                                |                                       |                          |
| 1971                                                                                               | Vogelgod                                                          | Leo Braat                                 | Eendrachtspark                                                                                 | Geuzenveld                          | brons                                 |                          |
| 1971                                                                                               | Wandschildering Guirlandes                                        | Henri de Haas                             | Sportpark Ookmeer, Dokter Meurerlaan 4                                                         | Osdorp                              | muurschildering                       |                          |
| 1971                                                                                               | Drie fonteinstenen                                                | onbekend                                  | Begraafplaats Westgaarde, Ookmeerweg 275                                                       | Osdorp                              | hardsteen                             |                          |
| 1972, hier geplaatst in 1998                                                                       | Sculpture "zonder titel" ('het Sleutelgat')                       | Ad Molendijk                              | Sloterpark, Christoffel Plantijnpad                                                            | Slotervaart                         | graniet                               |                          |
| 1972                                                                                               | Argonaut-zuil                                                     | Niel Steenbergen                          | Jacob Geelstraat 38                                                                            | Slotervaart                         | beton, graniet                        |                          |
| 1972                                                                                               | Aarde en water I                                                  | Nic Jonk                                  | Louwesweg                                                                                      | Sloten                              |                                       |                          |
| 1973                                                                                               | Erotica                                                           | Erwin de Vries                            | Jan Tooropstraat, bij Jan Voermanstraat                                                        | Overtoomse Veld                     | aluminium                             |                          |
| 1973                                                                                               | Betonplastiek                                                     | Joseph Ongenae                            | Sportpark Sloten, Sloterweg                                                                    | Sloten                              | beton                                 |                          |
| 1973                                                                                               | Metaalreliëf Vogel                                                | Jan de Baat                               | Terpstraat 36                                                                                  | Osdorp                              | staal                                 |                          |
| 1973                                                                                               | Vliegende vogels                                                  | Jannes Limperg                            | Pieter Calandlaan, hoek Eliza Calcarstraat                                                     | Osdorp                              | brons, gepolijst graniet              |                          |
| 1973                                                                                               | Zanstra en Zanstra                                                | Margot Zanstra                            | Staalmeesterslaan                                                                              | Overtoomse Veld                     |                                       |                          |
| 1973                                                                                               | Zonder titel                                                      | Leo de Vries                              | Emile Knappertstraat                                                                           | Nieuw-West                          |                                       |                          |
| 1974                                                                                               | Love sphinx                                                       | Carel Kneulman                            | Eendrachtspark                                                                                 | Geuzenveld                          | beton, brons                          |                          |
| 1974                                                                                               | Het beest                                                         | Nel van Lith                              | Eendrachtspark bij De Savornin Lohmanstraat                                                    | Geuzenveld                          | travertijn                            |                          |
| 1974                                                                                               | Groot landschap                                                   | Wessel Couzijn                            | Sloterpark bij de Westoever                                                                    | Slotermeer                          | cortenstaal                           |                          |
| 1974                                                                                               | Magneten                                                          | Lies Maes                                 | Wittgensteinlaan 18                                                                            | Overtoomse Veld                     | roestvast staal                       |                          |
| 1974                                                                                               | Purperslak                                                        | Ger Zijlstra                              | Simonskerkestraat, op speelplaats                                                              | Osdorp                              | roestvast staal                       |                          |
| 1974                                                                                               | Zon en Maan                                                       | Jan Jacobs Mulder                         | Burgemeester Eliasstraat 21                                                                    | Slotermeer                          | gegalvaniseerd ijzer                  |                          |
| 1974                                                                                               | Poort                                                             | Wim Tap                                   | Louwesweg 1, bij voormalig gebouw ACTA (tandheelkunde)                                         | Slotervaart                         | hout, ketting, zandsteen              |                          |
| 1994, herplaatst                                                                                   | 42 gestapelde kubussen                                            | André Volten                              | Hageland                                                                                       | Sloten                              | staal                                 |                          |
| 1975                                                                                               | Hurkende Jongen                                                   | David de Goede                            | Osdorpplein, bij Tussen Meer                                                                   | Osdorp                              | brons                                 |                          |
| 1975                                                                                               | Allendemonument                                                   | Ton Blommerde                             | Sloterpark, President Allendelaan                                                              | Slotermeer                          | beton                                 |                          |
| 1975                                                                                               | Glasmozaïek Boomfiguren                                           | onbekend                                  | Slotermeerlaan 103                                                                             | Slotermeer                          | glas                                  |                          |
| 1975 1995                                                                                          | Charlotte (Zittend naakt)                                         | Hans Sassen                               | Begraafplaats Westgaarde, Ookmeerweg 275                                                       | Osdorp                              | 1975: cement 1995: brons              |                          |
| 1976                                                                                               | Kleurfiguren                                                      | Norbert van de Broek                      | Moerkerkenstraat 89                                                                            | Slotermeer                          | glas                                  |                          |
| 1976                                                                                               | Steenbok                                                          | onbekend                                  | Begraafplaats Westgaarde, Ookmeerweg 275                                                       | Osdorp                              | zandsteen                             |                          |
| 1976                                                                                               | Mensen op strand met parasol                                      | Jan Spiering                              | Botteskerksingel, in het gras                                                                  | Osdorp                              | brons, gewassen beton                 |                          |
| 1976                                                                                               | Het Bruidspaar II                                                 | Hubert van Lith                           | Reimerswaalstraat 130                                                                          | Osdorp                              | brons                                 |                          |
| 1976                                                                                               | Fluxuous II                                                       | Margot Zanstra                            | Louwesweg 6 (bij Slotervaartziekenhuis)                                                        | Slotervaart                         | cortenstaal                           |                          |
| 1977                                                                                               | Paddestoel                                                        | Kees Otten                                | Troelstralaan daarvoor:Aalbersestraat, van Karnebeekstraat (waarvan foto)                      | Geuzenveld                          | roestvast staal                       |                          |
| 1977                                                                                               | Wachter                                                           | Eric Claus                                | Ookmeerweg, hoek Osdorper Ban                                                                  | Osdorp                              | beton, muschelkalk                    |                          |
| 1978                                                                                               | First Falls II                                                    | Bryan Hunt                                | Siegerpark, Sloterweg 773                                                                      | Sloten                              | onbekend                              |                          |
| 1978                                                                                               | Vier vormen in graniet                                            | André Volten                              | J.M. den Uylstraat / Willem Dreesplantsoen                                                     | De Eendracht                        | graniet                               |                          |
| 1979                                                                                               | De vlam                                                           | Edith ten Kate                            | Jan Tooropstraat 164, Sint Lucas Andreas Ziekenhuis                                            | Overtoomse Veld                     | beton, brons                          |                          |
| 1979                                                                                               | Growing X                                                         | Pieter Engels                             | Rembrandtpark                                                                                  | Overtoomse Veld                     | populieren (niet meer aanwezig)       |                          |
| 1979                                                                                               | Kruisteken                                                        | Jan Verschoor                             | Troelstralaan                                                                                  | Osdorp                              | brons, gezoet graniet                 |                          |
| 1980                                                                                               | Golf met drukveer                                                 | Gérard Leonard van den Eerenbeemt         | Heemstedestraat, aan de Slotervaart bij Delflandlaan                                           | Overtoomse Veld                     | beton, staal                          |                          |
| 1980                                                                                               | Eendracht                                                         | Aart Lamberts                             | Aalbersestraat bij Ruys de Beerenbrouckstraat                                                  | Geuzenveld                          | brons, natuursteen                    |                          |
| 1980                                                                                               | Plastiek in landschap Spiegelbeeld                                | Hans Mantje                               | Park de Kuil, Cort van de Lindenkade                                                           | De Eendracht                        | roestvast staal                       |                          |
| 1981                                                                                               | Zonder titel                                                      | Joost van Santen                          | Johan Huizingalaan bij viaduct Cornelis Lelylaan, (brug nr. 705)                               | Slotervaart                         | acrylaat, beton, staal                |                          |
| 1982                                                                                               | Roll on/twisted/roll off no.1                                     | Cor de Reus                               | Sloterpark bij President Allendelaan                                                           | Slotermeer                          | cortenstaal                           |                          |
| 1982                                                                                               | Twee bladvormen                                                   | Egbertje Kiewiet                          | Sloterpark bij Slotermeerlaan                                                                  | Slotermeer                          | brons, staal                          |                          |
| 1982                                                                                               | Papieren vliegtuigpijl                                            | Henk Hesselius                            | Osdorpplein 1000, voor stadsloket                                                              | Osdorp                              | roestvast staal                       |                          |
| 1983 in oktober 2018 weer zichtbaar                                                                | Muurschildering Osdorpplein                                       | Jorge Kata Nuñez                          | Osdorpplein, winkelwand                                                                        | Osdorp                              | verf                                  |                          |
| 1983                                                                                               | Stapeling omlaag                                                  | Niko de Wit                               | Wijsentkade                                                                                    | Osdorp                              | cortenstaal                           |                          |
| 1983                                                                                               | Baksteenreliëf Eend in de golven                                  | Antonie Mes                               | Meer en Vaart 284                                                                              | Osdorp                              | baksteen                              |                          |
| 1983                                                                                               | Ochtend en Avond, Z.O.-N.W.                                       | Frits Vanèn                               | Postjesweg, viaduct over Rembrandtpark                                                         | Overtoomse Veld                     | beton                                 |                          |
| 1983                                                                                               | Twee cirkels, 45 graden gedraaid                                  | Rob Schreefel                             | Rembrandtpark, zuid                                                                            | Overtoomse Veld                     | steenplastiek                         |                          |
| 1983                                                                                               | Vleugelvormen                                                     | Gerard Bruning                            | Meer en Vaart 284                                                                              | Osdorp                              | brons                                 |                          |
| 1983                                                                                               | Boog                                                              | Rob Schreefel                             | Jan Tooropstraat 164, Sint Lucas Andreas Ziekenhuis                                            | Overtoomse Veld                     | Zweeds graniet                        |                          |
| 1985                                                                                               | De barmhartige Samaritaan                                         | Gert ten Wolde                            | Jan Tooropstraat 164, Sint Lucas Andreas Ziekenhuis                                            | Overtoomse Veld                     | beton, brons                          |                          |
| 1985                                                                                               | Polyester speelbeelden                                            | onbekend                                  | Terpstraat 36                                                                                  | Osdorp                              | polyester                             |                          |
| 1985                                                                                               | Dikke vrindjes                                                    | Taeke Friso de Jong                       | Louis Bouwmeesterstraat                                                                        | Sloten                              |                                       |                          |
| 1986                                                                                               | Vredesmonument Osdorp                                             | Heppe de Moor                             | Hoekenesgracht, bij Tussen Meer                                                                | Osdorp                              | ferrocement, staal                    |                          |
| 1986                                                                                               | Gedenksteen Dwaze Moedersplein                                    | Nico Blom                                 | Dwaze Moedersplein                                                                             | Osdorp                              | beton, kunststof                      |                          |
| 1986                                                                                               | Op een bankje                                                     | Thijl Wijdeveld                           | Remijden                                                                                       | Osdorp                              | brons, fijne tufsteen                 |                          |
| 1986                                                                                               | Spiegelkubus                                                      | Yvonne Kracht                             | Plesmanlaan 125                                                                                | Slotervaart                         | divers                                |                          |
| 1987                                                                                               | Sluitsteen                                                        | Rob Schreefel                             | Burgemeester Röellstraat, brug over Burgemeester Cramergracht (brug nr. 604)                   | Slotermeer                          | Beiers graniet                        |                          |
| 1987                                                                                               | Sluitsteen                                                        | Rob Schreefel                             | Burgemeester Röellstraat, brug over Burgemeester van de Pollstraat (brug nr. 605)              | Slotermeer                          | Beiers graniet                        |                          |
| 1987                                                                                               | Tetraëder met cirkel                                              | Gustav Meist                              | in Burgemeester Cramergracht tussen Escorialplein, Oostoever en Louvrelaan                     | Oostoever Sloterplas                | roestvast staal                       |                          |
| 1987                                                                                               | Plant                                                             | Jan van Druten                            | Klaas Katerstraat 10                                                                           | Osdorp                              | staal                                 |                          |
| 1987                                                                                               | 4 sluitstenen op brug 600                                         | Joost Barbiers                            | Burgemeester Vening Meineszlaan                                                                | Slotermeer                          | Beiers graniet                        |                          |
| 1987                                                                                               | 2 sluitstenen                                                     | Ton Kalle                                 | Burgemeester Fockstraat (brug nr. 602)                                                         | Slotermeer                          | Beiers graniet                        |                          |
| 1988                                                                                               | Open zuil (zonder titel)                                          | Frans Mossou                              | Cornelis Lelylaan (sinds 2003); eerder op het Osdorpplein                                      | Osdorp                              | cortenstaal                           |                          |
| 1989                                                                                               | Wegwerphuisje                                                     | Herman Makkink                            | Cornelis Lelylaan, bij de Sloterplas                                                           | Osdorp                              | baksteen                              |                          |
| 1989                                                                                               | Iseoplein                                                         | Ben Raaijman                              | Iseoplein                                                                                      | De Aker                             | beton, hout                           |                          |
| 1989                                                                                               | Witte bollenboom                                                  | Timo Goosen                               | Oude Haagseweg, bij het Nieuwe Meer                                                            | Sloten                              | cement                                |                          |
| 1990                                                                                               | Verzetsvrouw                                                      | Auke Hettema                              | Dwaze Moedersplein                                                                             | Osdorp                              | brons                                 |                          |
| 1990                                                                                               | Blauwe boog                                                       | Cyril Lixenberg                           | Baden Powellweg, hoek Jan van Zutphenplantsoen                                                 | Osdorp                              | staal                                 |                          |
| 1990                                                                                               | Muurschildering Kleurbanen                                        | Rolf Adel                                 | Saaftingestraat, Ookmeerweg 267                                                                | Osdorp                              | muurschildering                       |                          |
| 1990                                                                                               | Muurschildering Stippen                                           | Aart Wevers                               | Reimerswaalstraat, Ookmeerweg 23                                                               | Osdorp                              | muurschildering                       |                          |
| 1991                                                                                               | Cedille                                                           | Wouter de Baat                            | Baldwinstraat                                                                                  | Osdorp                              | beton, hout, staal,                   |                          |
| 1991                                                                                               | Vlieger project                                                   | Nicole van der Heijden                    | Schuitenhuisstraat 5                                                                           | Osdorp                              | betonijzer, kunststof                 |                          |
| 1991                                                                                               | Communicatie                                                      | Aart Lamberts                             | Fregelaan 42-82, Wittgensteinlaan 145-192                                                      | Overtoomse Veld                     | brons, serpentino                     |                          |
| 1991                                                                                               | Twee delige kolommen                                              | Peter Koorstra                            | M. Gandhilaan                                                                                  | Osdorp                              | staal, zandsteen                      |                          |
| 1993                                                                                               | Mini Wereld                                                       | Hugo Kaagman                              | Chris Lebeaustraat 4, bij Thorn Prickerstraat                                                  | Overtoomse Veld                     | acryl, fresco                         |                          |
| 1993                                                                                               | Kennis-Weten-is-Geluk                                             | Douwe Oosterloo                           | Piet Mondriaanstraat 140, Cartesius Lyceum                                                     | Overtoomse Veld                     | berken painting plate                 |                          |
| 1993                                                                                               | Vlindermolen (ook bekend als Paashaas)                            | Herman Makkink                            | Sloterweg / Anderlechtlaan                                                                     | Sloten                              | baksteen, beton, brons, (dak-)riet    |                          |
| 1993                                                                                               | Lamellenhek                                                       | Rik van Dolderen                          | Kasterleepark, Herentalsstraat                                                                 | Nieuw Sloten                        | baksteen, staal                       | deel van het lamellenhek |
| 1993                                                                                               | Plateau met lijst                                                 | Irini Schrijer                            | Ben Websterstraat                                                                              | Slotervaart                         | steen, staal                          |                          |
| 1993 / 1997                                                                                        | Black Waves                                                       | Lon Pennock                               | Kasterleepark, Hamontstraat (van 1993 tot 1997: Louis Armstrongstraat)                         | Nieuw Sloten                        | staal                                 |                          |
| 1994                                                                                               | Schotsen                                                          | Wilma Mantje-Bakker                       | Sloterpark, bij de kinderboerderij                                                             | Slotermeer                          | aardewerk, beton                      |                          |
| 1994                                                                                               | Bevrijde Vogel                                                    | Siep van den Berg                         | Sierplein                                                                                      | Slotervaart                         | cortenstaal                           |                          |
| 1994                                                                                               | Lydia                                                             | Aart Lamberts                             | Hamontstraat 30-76                                                                             | Nieuw Sloten                        | brons, hardsteen                      |                          |
| 1994                                                                                               | De Komeet                                                         | Godeliëf Smulders                         | Hechtelstraat                                                                                  | Nieuw Sloten                        | wilgestaken                           |                          |
| 1994                                                                                               | Baldakijn                                                         | Rik van Dolderen                          | Kasterleepark, bij Belgiëplein                                                                 | Nieuw Sloten                        | staal (HEA 200)                       |                          |
| 1994                                                                                               | Glasobject vingerafdrukken                                        | Ellen Boswijk                             | Begraafplaats Westgaarde, Ookmeerweg 275                                                       | Osdorp                              | glas                                  |                          |
| 1994                                                                                               | Maan over Ameland                                                 | Bert de Laaf                              | Plesmanlaan 125, binnentuin Sanquin                                                            | Slotervaart                         | roestvast staal                       |                          |
| 1995                                                                                               | Ontmoeting                                                        | Aart Lamberts                             | Matterhorn                                                                                     | De Aker                             | brons                                 |                          |
| 1995                                                                                               | TorenPoortBrug                                                    | Gert Vos                                  | Willem Dreesplantsoen Park de Kuil                                                             | De Eendracht                        | staal                                 |                          |
| 1995                                                                                               | Drie boomstam tronen                                              | Jerry Milton Tjon-Tam-Sin                 | Prof. P.H. Kohnstammstraat                                                                     | Osdorp                              | wilgenhout                            |                          |
| 1995                                                                                               | Sisyfusgemaal                                                     | Erick de Lyon                             | Zwarte Pad / Zuiderakerweg 154, bij de Akermolen                                               | De Aker                             | beton                                 |                          |
| 1996                                                                                               | Omgekeerde prisma (Gekantelde Pyramide)                           | Piet Hein Stulemeijer                     | Louwesweg 6, Slotervaartziekenhuis                                                             | Slotervaart                         | staal                                 |                          |
| 1996                                                                                               | Ezeltje (Kost en de Baat)                                         | Hewald Jongenelis                         | Blankenbergestraat 61                                                                          | Nieuw Sloten                        | beton, brons, roestvast staal         |                          |
| 1997                                                                                               | Zwanen                                                            | Titia Ex                                  | Delflandplein                                                                                  | Overtoomse Veld                     | beton, neon, staal, terrazzo          |                          |
| 1998                                                                                               | Ambachten                                                         | onbekend                                  | J.F. Berghoefplantsoen 23                                                                      | Slotermeer                          | natuursteen                           |                          |
| 1998                                                                                               | Relief Noorderhof                                                 | onbekend                                  | M.J. Granpré Molièreplein 2                                                                    | Slotermeer                          | brons                                 |                          |
| 1998                                                                                               | Waterspiegel                                                      | Thomas Elshuis                            | Iseoplantsoen                                                                                  | De Aker                             | hout, plastic, roestvast staal        |                          |
| 1998                                                                                               | Wilhelminapark                                                    | Irene Fortuyn                             | Koningin Wilhelminapark                                                                        | Overtoomse Veld                     | baksteen, brons, hout, planten, staal |                          |
| 1999                                                                                               | Grote man, kleine man                                             | Stephan Balkenhol                         | M.J. Granpré Molièreplein                                                                      | Slotermeer                          | beschilderd brons, roestvast staal    |                          |
| 1999                                                                                               | Schelp                                                            | Annetje van Verseveld                     | Plesmanlaan                                                                                    | Slotervaart                         | wit marmer                            |                          |
| 1999                                                                                               | Senza Parole                                                      | Bert van Loo                              | Osdorpplein, bij Meer en Vaart                                                                 | Osdorp                              | glas, graniet, hout                   |                          |
| 2000                                                                                               | Luiken                                                            | Dick van Hoff                             | Dr. H. Colijnstraat 66                                                                         | Geuzenveld                          | roestvast staal                       |                          |
| 2000                                                                                               | Gestold water                                                     | Peter Schoutsen                           | Rietveld Schröderpad                                                                           | Oostoever Sloterplas                | klinker, cortenstaal                  |                          |
| 2000                                                                                               | Tectona Grandis (boomschijven) Slechts een van de 33 is afgebeeld | Marinus Boezem                            | Ecuplein                                                                                       | De Aker                             | gepolijst graniet                     |                          |
| 2000                                                                                               | Kubuspoort                                                        | Marijke de Goey                           | Eurokade                                                                                       | De Aker                             | staal                                 |                          |
| 2000                                                                                               | Verzetsmonument                                                   | Nico Blom                                 | Trijn Hullemanstraat t.o. 69                                                                   | De Aker                             | granito, polyester, roestvast staal   |                          |
| 2001                                                                                               | Gedenkteken Ohm                                                   | onbekend                                  | Haarlemmerweg, bij Ma Braunpad                                                                 | Geuzenveld                          | roestvast staal                       |                          |
| 2002                                                                                               | Twee hondjes                                                      | Marjolijn Mandersloot                     | Postjesweg, viaduct over Rembrandtpark                                                         | Overtoomse Veld                     | polyester                             |                          |
| 2003                                                                                               | Een mens van water                                                | Maree Blok Bas Lugthart                   | Arlandaweg                                                                                     | Teleport                            | metaal                                |                          |
| 2004                                                                                               | Animaris rhinoceros transport                                     | Theo Jansen                               | Vanaf mei 2014: Businesspark Osdorp van 2004 tot 2014 Albardagracht, Kruisherenpad             | Osdorp                              | polyester, staal                      |                          |
| 2004                                                                                               | Zullen we wachten op de boot?                                     | Semna van Ooy                             | De Oeverlanden                                                                                 | Sloten                              | hout, staal                           |                          |
| 2005                                                                                               | Rembo                                                             | Bastienne Kramer                          | Rembrandtpark, bij Orteliuskade                                                                | Overtoomse Veld                     | keramiek                              |                          |
| 2005                                                                                               | Shelter                                                           | Tony Andreas                              | Plesmanlaan, hoek Christoffel Plantijnpad                                                      | Slotervaart                         | cortenstaal                           |                          |
| 2006                                                                                               | Sprankelplek                                                      | Jos Spanbroek                             | Louis Couperusstraat, Burgemeester Rendorpstraat                                               | Slotermeer                          | roestvast staal                       |                          |
| 2006                                                                                               | Zwerm                                                             | Paul Vendel                               | Baden-Powellweg / Pieter Calandlaan                                                            | De Aker                             | roestvast staal                       |                          |
| 2007                                                                                               | Rotonde                                                           | Adriaan Rees                              | Plesmanlaan, rotonde Baden-Powellweg / Vrije Geer                                              | Sloten                              |                                       |                          |
| 2007                                                                                               | Boom van Hippocrates                                              | Adriaan Rees                              | Corfuplantsoen (bij Madeirapad)                                                                | De Aker                             | aardewerk                             |                          |
| 2007                                                                                               | Markering/Kinderbeelden                                           | Adriaan Rees                              | Stadspark Osdorp (tussen Hoekenesgracht en Wolbrantskerkweg)                                   | Osdorp                              | aardewerk                             |                          |
| 2007                                                                                               | Markering/Kinderbeelden                                           | Adriaan Rees                              | Stadspark Osdorp (tussen Hoekenesgracht en Wolbrantskerkweg)                                   | Osdorp                              | aardewerk                             |                          |
| 2007                                                                                               | Bloemenzee                                                        | Margot Berkman & Eline Janssens           | Rijswijkstraatbrug (noordzijde)                                                                | Overtoomse Veld                     | tegelwand                             |                          |
| 2008                                                                                               | Muurschildering Rijswijkstraatbrug                                | Frederik Molenschot                       | Rijswijkstraatbrug (zuidzijde)                                                                 | Overtoomse Veld                     | verfstaal                             |                          |
| 2008                                                                                               | De kleine kameleon                                                | Hoshyar Rasheed                           | Gerbrandypark, bij Burgemeester Fockstraat                                                     | Slotermeer                          | aardewerk, polyester                  |                          |
| 2008                                                                                               | Trimmers Het origineel stamt uit 1983                             | Martie van der Loo                        | Sloterpark, brug 678 over President Allendelaan                                                | Slotermeer                          | staal                                 |                          |
| 2009                                                                                               | Iconische ornamenten                                              | Studio Job                                | Jan Tooropstraat, bij Jan Evertsenstraat                                                       | Overtoomse Veld                     | aardewerk                             |                          |
| 2009                                                                                               | Social Sofa                                                       | Studio Job                                | Sloterplas, zuidoever, tot 2016: Meer en Vaart, daarna Cornelis Lelylaan                       | Osdorp                              | mozaïek                               |                          |
| 2009/2010                                                                                          | Raammannetjes                                                     | Tomas Schats                              | Postjesweg / hoek Jan Tooropstraat                                                             | Overtoomse Veld                     | metaal                                |                          |
| 2010 (verwijderd in 2013)                                                                          | Blauwe Populier                                                   | Mari Shields                              | Burgemeester Röellstraat, bij Burgemeester Van Leeuwenlaan                                     | Slotermeer                          | boom                                  |                          |
| 2010                                                                                               | Olifant India (olifant van Olifantenparade)                       | Tippawan Pokpong                          | Burgemeester Van de Pollstraat / Jan Evertsenstraat                                            | Slotermeer                          | beschilderd polyesterhars             |                          |
| 2010                                                                                               | De Staalman                                                       | Florentijn Hofman                         | Staalmanpark                                                                                   | Slotervaart                         | spuitbeton, staal                     |                          |
| 2010                                                                                               | Stadsmuur West                                                    | Rob Birza                                 | Sam van Houtenstraat, Teldershof                                                               | Geuzenveld                          | baksteen, beton                       |                          |
| 2010                                                                                               | Het Lover voor Dudok                                              | André Pielage                             | Strackéstraat                                                                                  | Geuzenveld                          | roestvast staal                       |                          |
| 2013                                                                                               | Innerlijke kleur                                                  | Skount                                    | Paul Scholtenstraat                                                                            | Geuzenveld                          | verf                                  |                          |
| 2010 ca                                                                                            | Gevelmozaïek Blomwijck                                            | Willemijn Harmsen van de Meene            | Groenpad                                                                                       | Osdorp                              | mozaïek                               |                          |
| 2010/2011                                                                                          | Kabouterhuis-hek                                                  | Marjet Wessels Boer                       | Albardagracht / Burgemeester Van Leeuwenlaan                                                   | Geuzenveld                          | cortenstaal                           |                          |
| 2011                                                                                               | Schooltijd                                                        | Elspeth Pikaar                            | Osdorper Ban 134                                                                               | Osdorp                              | glas, keramisch                       |                          |
| 2011                                                                                               | Rembrandt en Saskia                                               | onbekend                                  | Akersluis 10, bij de Molen van Sloten                                                          | Sloten                              | Brons                                 |                          |
| 2011                                                                                               | Watertafel Botteskerkpark                                         | Karres en Brand                           | Botteskerksingel, Wolbrantskerkweg                                                             | Osdorp                              | Natuursteen, basalt                   |                          |
| 2012                                                                                               | De sleutel ligt onder de deurmat                                  | Martijn Sandberg                          | Dr. H. Colijnstraat                                                                            | Geuzenveld                          | graniet                               |                          |
| 2016                                                                                               | I amsterdam Sloterplas                                            | KesselsKramer                             | Zuidoever Sloterplas                                                                           | Osdorp                              | staal                                 |                          |
| 2016                                                                                               | The light kite                                                    | Saskia Hoogendoorn, Lieuwke Wijnants      | Sloterplas (sinds 2019)                                                                        | Osdorp                              | staal, led                            |                          |
| 2016                                                                                               | Beschildering wagons Train Lodge                                  | Kenor Martinez                            | Changliweg                                                                                     | Teleport                            | verf                                  |                          |
| 2016                                                                                               | Muurschildering Emanuel van Meterenstraat                         | Nils Westergard                           | Hendrik van Wijnstraat                                                                         | Slotermeer                          | verf                                  |                          |
| 2016                                                                                               | 270 degrees                                                       | Xuanhong Huang                            | Nico Broekhuysenweg                                                                            | Tuinen van West                     | beton                                 |                          |
| 2017                                                                                               | Mozaïekbankje                                                     |                                           | Meer en Vaart, oever Sloterplas                                                                | Osdorp                              |                                       |                          |
| 2018                                                                                               | Zwaan                                                             | Piet van der Kar                          | Rembrandtpark; 2014-2018 in het Vondelpark                                                     | Overtoomse Veld                     |                                       |                          |
| 2018                                                                                               | Giant pink glasses                                                | Daniella Rubinovitz                       | Oude Haagseweg                                                                                 | Nieuw-West                          | metaal                                |                          |
| 2019 (in 2019 geplaatst aan Plesmanlaan) stond daarvoor sinds 1984 aan Polderweg in Amsterdam-Oost | Wandelend muurtje                                                 | Jan Snoeck                                | Plesmanlaan, Louis Davidsstraat                                                                | Slotervaart                         | keramiek                              |                          |
| 2019                                                                                               | Memories                                                          | Bastardilla                               | Burgemeester Röellstraat                                                                       | Geuzenveld                          | muurschildering                       |                          |
| 2020                                                                                               | Manna                                                             | Ram Katzir                                | Meerwaldtplantsoen                                                                             | Slotermeer                          | marmer                                |                          |
| 2020/2021                                                                                          | Onbekend (huiskamer in beton)                                     | Onbekend                                  | Wiltzanghlaan                                                                                  | Geuzenveld                          |                                       |                          |
| 2021                                                                                               | Behind the screen                                                 | Oxenmystic                                | Nicolaas Ruychaverstraat                                                                       | Geuzenveld                          | verf                                  |                          |
| 2021                                                                                               | De Bretten                                                        | Gemeente Amsterdam                        | Lange Bretten                                                                                  | Lange Bretten                       | hout, polyester                       |                          |
| 2023                                                                                               | Fontein Kolenkit                                                  | Draken Bokan                              | Bos en Lommerplein                                                                             | Kolenkitbuurt                       | steen, water                          |                          |
| 2024                                                                                               | WEST                                                              | Floor Rieder                              | Hof van Descartes Burgemeester Röellstraat                                                     | Deysselbuurt                        | verf                                  |                          |
| 2024                                                                                               | Drie zeilschepen                                                  | Matthieu Pommier                          | Burgemeester Röellstraat                                                                       | Deysselbuurt                        | verf                                  |                          |
| 2024                                                                                               | Rise                                                              | Caroline Ruijgrok Sajoscha Talirz         | Eendrachtspark                                                                                 | Eendrachtspark                      | staal, steen                          |                          |
| na 1999                                                                                            | Gevelkunst - Aker                                                 | diverse kunstenaars                       | bestaat uit 22 delen op gevels Afgebeeld gevelkunst aan Valutaboulevard 54                     | De Aker                             | bladgoud, keramiek                    |                          |
| onbekend                                                                                           | Jan Postma                                                        | Frits Sieger                              | Jan Postmahof 1, bij Burgemeester De Vlugtlaan                                                 | Slotermeer                          | natuursteen                           |                          |
| onbekend                                                                                           | Hond                                                              | Jan van Druten                            | Jan Tooropstraat 164, Sint Lucas Andreas Ziekenhuis                                            | Overtoomse Veld                     | beton, natuursteen                    |                          |
| onbekend                                                                                           | Spelend Kind                                                      | Heleen Levano                             | Ekingenstraat tegenover nr.39                                                                  | Osdorp                              | gewassen beton, kalksteen             |                          |
| onbekend                                                                                           | Geveltableau De Maaltijd                                          | Joop Sjollema                             | Pieter Calandlaan (in filiaal Albert Heijn); voorheen in filiaal De Gruyter aan de Osdorperban | Osdorp                              | keramiek                              |                          |
| onbekend                                                                                           | Cluster 10                                                        | Carlo Borer                               | Louwesweg                                                                                      | West                                |                                       |                          |
| onbekend                                                                                           | onbekend Louwesweg 1e                                             | onbekend                                  | Louwesweg                                                                                      | West                                |                                       |                          |
| onbekend                                                                                           | onbekend Louwesweg 2e                                             | onbekend                                  | Louwesweg                                                                                      | West                                |                                       |                          |
| onbekend                                                                                           | Gedenksteen Ru Paré                                               | onbekend                                  | Chris Lebeaustraat 4                                                                           | West                                |                                       |                          |
| onbekend                                                                                           | Zonder titel                                                      | Bert Meinen                               | Jan Tooropstraat 013                                                                           | West                                |                                       |                          |
| onbekend                                                                                           | Sint-Pancratius                                                   | onbekend                                  | Sloterweg 1186, Sint-Pancratiuskerk (Sloten)                                                   | Sloten                              | kalksteen                             |                          |
| onbekend                                                                                           | roestvast staal Speelbeeld                                        | onbekend                                  | Bernard Loderstraat, A.A.H. Struijkenkade                                                      | Slotermeer                          | roestvast staal                       |                          |
| onbekend                                                                                           | Rugby-wedstrijd                                                   | onbekend                                  | Moerkerkenstraat 89                                                                            | Slotermeer                          | brons                                 |                          |
| onbekend                                                                                           | Gevallenen monument                                               | onbekend                                  | Osdorperweg, bij Lutkemeerweg                                                                  | Oud Osdorp                          | natuursteen (muschelkalk)             |                          |
| onbekend                                                                                           | Gedenksteen om nooit te vergeten                                  | onbekend                                  | Meer en Vaart, bij de Sloterplas                                                               | Osdorp                              | onbekend                              |                          |
| onbekend                                                                                           | Gevleugeld paard                                                  | onbekend                                  | Begraafplaats Westgaarde, Ookmeerweg 275                                                       | Osdorp                              | roestvast staal                       |                          |
| onbekend                                                                                           | Stalen beeld geknikte balk                                        | onbekend                                  | Begraafplaats Westgaarde, Ookmeerweg 275                                                       | Osdorp                              | cortenstaal                           |                          |
| onbekend                                                                                           | Kolom met ei                                                      | onbekend                                  | Begraafplaats Westgaarde, Ookmeerweg 275                                                       | Osdorp                              | zandsteen                             |                          |
| onbekend                                                                                           | Liggend beeld                                                     | onbekend                                  | Begraafplaats Westgaarde, Ookmeerweg 275                                                       | Osdorp                              | eiken, zandsteen                      |                          |
| onbekend                                                                                           | Gestapeld zuiltje                                                 | onbekend                                  | Begraafplaats Westgaarde, Ookmeerweg 275                                                       | Osdorp                              | hardsteen                             |                          |
| onbekend                                                                                           | Torso                                                             | onbekend                                  | Begraafplaats Westgaarde, Ookmeerweg 275                                                       | Osdorp                              | petit granit                          |                          |
| onbekend                                                                                           | Tumble stone                                                      | onbekend                                  | Begraafplaats Westgaarde, Ookmeerweg 275                                                       | Osdorp                              | kalksteen                             |                          |
| onbekend                                                                                           | Vlam                                                              | onbekend                                  | Begraafplaats Westgaarde, Ookmeerweg 275                                                       | Osdorp                              | marmer                                |                          |
| onbekend                                                                                           | Wit keramische vorm                                               | onbekend                                  | Begraafplaats Westgaarde, Ookmeerweg 275                                                       | Osdorp                              | keramiek                              |                          |
| onbekend                                                                                           | Bronzen ringfiguur                                                | onbekend                                  | Begraafplaats Westgaarde, Ookmeerweg 275                                                       | Osdorp                              | brons                                 |                          |
| onbekend                                                                                           | Tulpmonument                                                      | onbekend                                  | Begraafplaats Westgaarde, Ookmeerweg 275                                                       | Osdorp                              | keramiek                              |                          |
| onbekend                                                                                           | I want to ride my bike                                            | Hopnn                                     | Slotermeerlaan 133a                                                                            | Slotermeer                          | verf                                  |                          |
| | Beer                                                              | onbekend                                  | Moerkerkenstraat bij K.vd Woestijnestraat                                                      | West                                |                                       |                          |
| onbekend                                                                                           | onbekend                                                          | onbekend                                  | Begraafplaats Westgaarde, Ookmeerweg 275                                                       | Osdorp                              | cortenstaal                           |                          |
| onbekend                                                                                           | onbekend                                                          | onbekend                                  | Begraafplaats Westgaarde, Ookmeerweg 275                                                       | Osdorp                              | aluminium                             |                          |
| onbekend                                                                                           | Gebroken Kolom                                                    | onbekend                                  | Begraafplaats Westgaarde, Ookmeerweg 275                                                       | Osdorp                              | zandsteen                             |                          |
| onbekend                                                                                           | Drie keramische urnen                                             | J. Mobach                                 | Begraafplaats Westgaarde, Ookmeerweg 275                                                       | Osdorp                              | keramiek                              | onbekend                 |
| onbekend                                                                                           | onbekend                                                          | onbekend                                  | AVL Centrum voor vroegdiagnostiek                                                              | Slotervaart                         |                                       |                          |
| onbekend                                                                                           | onbekend                                                          | onbekend                                  | AVL Centrum voor vroegdiagnostiek                                                              | Slotervaart                         |                                       |                          |